# Episodi di Patriot (prima stagione)
La prima stagione della serie televisiva Patriot, composta da 10 episodi, ha debuttato il 5 novembre 2015 con l'episodio pilota, mentre i restanti sono stati pubblicati sul servizio on demand Amazon Video il 23 febbraio 2017.
In Italia, la stagione è stata interamente pubblicata il 5 maggio 2017 su Amazon Video.
| nº | Titolo originale                | Titolo italiano                           | Pubblicazione USA | Pubblicazione Italia |
| -- | ------------------------------- | ----------------------------------------- | ----------------- | -------------------- |
| 1  | Milwaukee, America              | Milwaukee, America                        | 5 novembre 2015   | 5 maggio 2017        |
| 2  | C-19                            | C-19                                      | 23 febbraio 2017  | 5 maggio 2017        |
| 3  | McMillan Man                    | L'uomo della McMillan                     | 23 febbraio 2017  | 5 maggio 2017        |
| 4  | John's To-Do List 5/18/12       | La lista di cose da fare di John 18.05.12 | 23 febbraio 2017  | 5 maggio 2017        |
| 5  | Un Monsieur Triste En Costume   | Un uomo triste in abito                   | 23 febbraio 2017  | 5 maggio 2017        |
| 6  | The Structural Dynamics of Flow | La dinamica strutturale del flusso        | 23 febbraio 2017  | 5 maggio 2017        |
| 7  | Hello, is Charlie There?        | Pronto, c'è Charlie?                      | 23 febbraio 2017  | 5 maggio 2017        |
| 8  | L'Affaire Contre John Lakeman   | Il caso contro John Lakeman               | 23 febbraio 2017  | 5 maggio 2017        |
| 9  | Dick Cheney                     | Dick Cheney                               | 23 febbraio 2017  | 5 maggio 2017        |
| 10 | Dead Serious Rick               | Rick il Serio                             | 23 febbraio 2017  | 5 maggio 2017        |

## Milwaukee, America
- Titolo originale: Milwaukee, America
- Diretto da: Steven Conrad
- Scritto da: Steven Conrad e Gil Bellows

### Trama
Nel 2012, il presidente dell'Iran muore in un incidente in elicottero, lasciando la carica a due potenziali candidati, uno dei quali vuole bombardare Israele. All'agente della CIA John Tavner, rimasto segnato dalle torture fisiche e psicologiche subite durante una missione andata male in Iran, viene assegnato il compito di trovare una copertura, facendosi assumere nella ditta di tubazioni McMillan, in quel di Milwaukee. Per assicurarsi il posto, John spinge sotto ad un furgone in corsa Steven Tchoo, l'altro candidato ben più qualificato di lui; poi convince un altro impiegato della McMillan, Dennis McClaren, a urinare nella sua provetta, per superare l'esame tossicologico. Grazie a tale copertura, John può raggiungere in una trasferta di lavoro il Lussemburgo, dove dovrà consegnare una borsa piena di soldi ad una spia, con l'obbiettivo di influenzare le elezioni in Iran. Atterrati in Lussemburgo, la borsa di John viene rubata dall'addetto al controllo dei bagagli Edgar Barros. 
John decide quindi di infiltrarsi nella casa del ragazzo per riprendersi il borsone, ma viene intralciato dal collega Dennis che vuole unirsi a lui, quindi decide di accoltellarlo alla gamba. Giunto nell'appartamento John viene attaccato da fratelli di Barros, ma alla fine riesce a scappare col malloppo pugnalando a morte uno dei fratelli. Per proteggere la copertura di John, Edward accorre in suo aiuto e depista la polizia denunciando una finta rapina.
Alla fine John consegna per errore la borsa ad un agente doppiogiochista. Tornato a Milwaukee, il padre di John lo informa che dovrà tornare in Lussemburgo per intercettare il denaro, prima che venga consegnata al candidato anti-israeliano.

## C-19
- Titolo originale: C-19
- Diretto da: Steven Conrad
- Scritto da: Steven Conrad

### Trama
John viene informato che dovrà consegnare i soldi alla moglie di un fisico iraniano. Nel frattempo Jack Birdbath, la guardia della McMillan, dice a John di averlo sentito corrompere Dennis per avere la sua urina e lo minaccia di rivelare la cosa se non lo aiuterà. La detective della sezione omicidi in Lussemburgo, Agathe Albans, intanto sta indagando su più fronti sull'omicidio del fratello Barros, l'accoltellamento di Dennis e la finta rapina denunciata da Edward; ma Tom usa i suoi contatti per impedirle di volare in America a interrogare Dennis.
Birdbath, che è stato espulso dalla polizia per aver sparato ad un bambino, vuole che John metta una scatola all'interno del contenitore delle prove a suo carico, che si trova alla stazione di polizia locale. John si infiltra nell'edificio, sfruttando il fatto che vi si trovino solo agenti con problematiche fisiche o psicologiche, e fa ciò che gli è stato chiesto.
Intanto il suo capo alla McMillan, Leslie Claret, è arrabbiato con John perché si ostina a parcheggiare nel suo posto auto e minaccia di licenziarlo se la così si ripeterà. Così la mattina successiva si apposta nel parcheggio per coglierlo in flagrante, ma mentre John entra nel parcheggio rischia quasi di investire Agathe, che a quanto pare è riuscita a trovare un modo per raggiungere gli USA.

## L'uomo della McMillan
- Titolo originale: McMillan Man
- Diretto da: Steven Conrad
- Scritto da: Steven Conrad

### Trama
In un flashback, scopriamo che Agathe ha fatto delle importanti scoperte sull'omicidio Barros e sull'incidente di Dennis, che le permettono di ottenere un permesso per volare negli USA. Nel presente, vediamo John ricordarsi all'ultimo di non parcheggiare nel posto di Leslie, ma subito dopo fa una brutta figura durante un'importante riunione con la Denon Corporation, mandando Leslie su tutte le furie, che decide di estrometterlo dalla squadra per la trasferta in Lussemburgo.
Mentre Agathe interroga Dennis, John va a caccia di anatre coi colleghi, con l'obbiettivo di riacquistare la fiducia di Leslie. Durante la battuta viene accoppiato con il capo divisione, Lawrence La Croix. Lawrence è piuttosto altccio e finisce per confessare a John che vorrebbe tanto catturare un'anatra per far colpo su una collega. John allora ne abbatte un paio e gliele consegna, così che possa impressionare la ragazza; La Croix in cambio decide di riabilitare John nella squadra di trasferta.

## La lista di cose da fare di John 18.05.12
- Titolo originale: John's To-Do List 05/18/12
- Diretto da: Steven Conrad
- Scritto da: Bruce Terris

### Trama
Leslie aumenta il carico di lavoro di John, cercando un pretesto per licenziarlo. Edward viene interrogato per la "rapina" subita in Lussemburgo e Agathe lo trova sospetto, quindi decide di farlo pedinare. John si fa aiutare da Dennis per contrabbandare del denaro all'interno del Lussemburgo, attraverso un cuscino da viaggio. Nel frattempo Dennis pianifica la giornata di John sul suo BlackBerry. 
John cattura Edgar Barros nell'aeroporto e lo infila in uno zaino, per consegnarlo a Edward, al momento della consegna però Edward si accorge di essere pedinato e dice a John che non può prendere in consegna lo zaino. John è quindi costretto a portarlo con sé ovunque, nonostante abbia in programma di riprendersi i soldi che Mikham Candahar gli aveva sottratto con l'inganno. John rintraccia Mikham in una camera d'hotel e i due hanno una colluttazione, alla fine della quale Mikham riesce a fuggire. John quindi perquisisce la sua stanza e porta via la cassaforte.
John è costretto ad abbandonare i suoi piani originali, per incontrare il team Denon, quindi affida lo zaino contenente Barros e la cassaforte a Edward e Dennis e si dirige al meeting, dove improvvisa un discorso con cui riesce a fare colpo. Nel frattempo Dennis e Edward riescono ad aprire la cassaforte, gettandola dal balcone, e ci trovano dentro il passaporto di una donna asiatica, di nome Numi. John riceve una nota che lo avvisa del fatto che sarà interrogato da Agathe, quindi, rendendosi conta che la donna inizia ad essere una minaccia, inizia a pedinarla, ma mentre la sta seguendo sviene per la stanchezza in mezzo alla strada.

## Un uomo triste in abito
- Titolo originale: Un monsieur triste en costume
- Diretto da: Ted Griffin
- Scritto da: Steven Conrad

### Trama
In un flashback vediamo John incontrare il cantante folk Rob Saperstein e, dopo una serata passata a bere, i due incidono alcune canzoni insieme. Tornati nel presente, Agathe aiuta John a riprendersi, per poi proseguire per la sua strada, salvo accorgersi più tardi che quello di John è lo stesso volto presente sulla copertina di un CD, che le è stato regalato poco prima dallo stesso Rob Saperstein. John quindi irrompe in casa di Agathe, per portarle via il CD, ma viene sorpreso da sua figlia, Myna. Scoperta la notizia Agathe torna subito a casa e la figlia le dà un primo identikit dell'uomo, descrivendolo come "un uomo triste in abito".
Dopo aver incontrato per caso su un ascensore Rob e i fratelli Barros, John organizza un incontro coi brasiliani, in cui riconsegna loro Edgar e offre un'ingente somma di denaro, con la promessa dei Barros di non rivelare niente a nessuno. Tom, viste le insistenti richieste di Alice, la moglie d John, si reca personalmente in Lussemburgo per assicurarsi che stia bene e aiutarlo a ritrovare i soldi.
John scopre, origliando una conversazione della donna incaricata di portare i soldi in Iran, che i soldi sono stati smarriti da Mikham e scopre anche che Numi, la donna asiatica del passaporto, è una prostituta e ordina a Dennis di incontrarla e di scoprire di più si di lei, dato che probabilmente è stata lei a sottrarre i soldi a Mikham. Poi John, con l'aiuto di Edward, rintraccia Mikham e lo uccide, strangolandolo con una delle corde della sua chitarra, per poi gettarlo in un fiume. Infine John si reca ad uno spettacolo, dove suona insieme a Rob una delle loro canzoni, salvo poi andarsene nel bel mezzo dell'esibizione, quindi inizia a vagare senza meta per le strade, quando all'improvviso si ritrova davanti la borsa dei soldi, gettata in mezzo alla strada.

## La dinamica strutturale del flusso
- Titolo originale: The structural dynamics of flow
- Diretto da: Tucker Gates
- Scritto da: Jill E. Blotevogel

### Trama
John vede la polizia arrestare Numi per furto e si accorge che la borsa è vuota. Dennis, dopo aver passato la serata precedente con una prostituta, teme di aver contratto l'herpes e, sconvolto per il tradimento, vuole confessare tutto alla moglie, ma alla fine Tom e John lo convincono a desistere. 
John, Leslie, Lawrence e Icabod vengono chiamati per un interrogatorio di fronte a Agathe. Mentre John attende di essere interrogato, si intrufola nell'ufficio di polizia nel tentativo di recuperare il borsone prima che venga catalogato tra le prove. Quando finalmente sta per riuscire nel suo intento, vede Myna, la figlia di Agathe, e non riesce a impossessarsi della borsa. Intanto Leslie confessa ad Agathe che la sera dell'accoltellamento John, proprio nel lasso d tempo in cui avvenne l'omicidio di Barros, avrebbe dovuto presenziare ad una cena aziendale, ma è arrivato in forte ritardo. Arrivato il turno di interrogare John, Agathe nota che l'uomo è sparito e dalla finestra lo vede andarsene dalla stazione.

## Pronto, c'è Charlie?
- Titolo originale: Hello, is Charlie there?
- Diretto da: Michael Trim
- Scritto da: Darby Kealey

### Trama
Attraverso un flashback, scopriamo che Numi si è impossessata della borsa dei soldi fingendosi una prostituta e dichiarando alla polizia di non essere stata pagata da Mikham. In questo modo l'uomo viene portato in commissariato per essere interrogato, lasciando quindi il borsone incustodito. John, ormai sempre più mentalmente instabile, chiama il proprietario di Charlie, l cane da terapia che aveva rubato, chiedendo di parlare con l'animale, In seguito comunica ad Alice, attraverso una delle sue canzoni, che a volte gira in mezzo al traffico con la sua bicicletta incurante del pericolo, dato che non gli importa più di vivere o morire.
Una volta tornati a Milwaukee, Lawrence Lacroix confessa a Leslie che la ditta sta affrontando una pesante crisi, quindi decide di dimettersi e di promuoverlo, affidandogli il suo ruolo. Leslie accetta, ma a condizione che John venga licenziato. John fa di tutto per evitare Steven, dato che il collega sta lentamente recuperando la memoria e potrebbe costituire un problema per la sua copertura. Intanto sia Agathe che Alice stanno prenotando un volo per Milwaukee, la prima per interrogare John dopo la sua fuga e la seconda per rivedere il marito e assicurarsi che stia bene. John incontra Steven in bagno, il quale sembra riconoscere nel profumo dello shampoo di John l'ultimo odore sentito subito prima dell'incidente. 

## Il caso contro John Lakeman
- Titolo originale: L'affaire contre John Lakeman
- Diretto da: Jim Whitaker
- Scritto da: Zak Schwartz

### Trama
John viene informato che Agathe arriverà a Milwaukee il giorno seguente per interrogarlo e Tom gli dice che dovrà mantenere la copertura ancora per qualche giorno, fino a quando riusciranno a recuperare i soldi. John si intrufola nell'ufficio di Leslie e gli ruba il libro "The structural dynamics of flow" e lo spedisce a Edward in Lussemburgo, in modo che lui possa riportarlo nella biblioteca da cui è stato preso e inserire il nome di John nel registro, così da fornirgli un alibi per la sera dell'omicidio Barros.
Birdbath rivela che ciò che gli ha fatto mettere tra le prove del suo caso era la prova che era ubriaco il giorno in cui ha sparato ad un ragazzino e che voleva farsi condannare, ma i suoi colleghi hanno falsificato le prove per farlo assolvere. Quindi, per fuggire al senso di colpa, chiede di ucciderlo il giorno dopo al lavoro, così che coi soldi dell'assicurazione possa risarcire la famiglia del ragazzino ucciso. Alice e Agathe si incontrano sulla strada per Milwaukee e la moglie di John decide di dare un passaggio ad Agathe
Lawrence comunica a tutti che Leslie sarà il nuovo capo, Leslie come prima cosa comunica a John che dopo la caccia alle anatre di quel weekend verrà licenziato. Più tardi, mentre John sta per uccidere Birdbath, si accorge di essere seguito da Agathe e abbandona il piano. John riceve una traccia dall'amico Rob, in cui gli dice che sta per porre fine alla sua vita; John rimane sconvolto dalla notizia e più tardi, durante l'interrogatorio, confessa a Agathe di non essere in realtà un ingegnere industriale.

## Dick Cheney
- Titolo originale: Dick Cheney
- Diretto da: Steven Conrad
- Scritto da: Steven Conrad e Bruce Terris

### Trama
Nel suo interrogatorio, John convince Agathe di aver solo falsificato le sue credenziali per ottenere il posto alla McMillan e la convince della sua innocenza. Per dare maggior solidità al suo alibi, finge per tutto il giorno di essere mancino e scrive l'indirizzo di Barros con la mano sinistra per sviare le indagini. Nel frattempo Edward riceve la copia di "The structural dynamics of flow" e riesce a riportarla in biblioteca, mettendo il nome di John nel registro. Tom si presenta nel motel in cui alloggia Alice (che si trova nella stanza accanto a quella di Agathe) e le dice di andarsene; ma prima la donna indaga nella stanza di Agathe e scopre che John è sospettato di omicidio.
Alla battuta di caccia alle anatre, Tom consiglia a John di risolvere i suoi problemi e poi cerca di riabilitarlo agli occhi di Leslie, ma con risultati piuttosto deludenti. Steven inizia a ricordare che è stato John a spingerlo sotto il camion e John lo minaccia e cerca di screditarlo di fronte a Leslie. Nonostante gli sforzi di Tom e John, Leslie rimane determinato a licenziarlo, quindi Tom consiglia al figlio di mettere in atto un "Dick Cheney", cioè di sparare a Leslie.

## Rick il Serio
- Titolo originale: Dead Serious Rick
- Diretto da: Steven Conrad
- Scritto da: Steven Conrad e Bruce Terris

### Trama
Dopo aver convinto Birdnath a non parlare e aver soddisfatto le bizzarre richieste di Icabod, John spara a Leslie, ferendogli la faccia non mortalmente; in questo modo lui lo dovrà sostituire nella trasferta in Lussemburgo. Tornato a Milwaukee, Tom dice a John che dovrà uccidere la moglie del fisico. Infine, John uccide Steven, spingendolo un'altra volta sotto un camion.
La sezione omicidi lussemburghese, dopo aver ripescato il suo corpo dal fiume, giunge alla conclusione che Mikham sia l'assassino del fratello Barros, dato che nel taschino della sua giacca viene trovato un appunto con l'indirizzo dei Barros, con la stessa scrittura di quello trovato da Agathe. La donna però rimane con dei dubbi riguardo al disegno di john fatto dalla figlia, quindi telefona a Leslie, che è ricoverato, e scopre che il giorno dell'omicidio John aveva con sé una borsa rossa, Chiedendo ad un collega, scopre che la borsa è sempre stata nel suo ufficio.
Invece di uccidere la moglie del fisico, John va a fare un giro in bici per la città e viene investito da un'auto. L'uomo si risveglia il giorno dopo in ospedale, ma Tom lo convince a portare comunque a termine la missione, nonostante le proteste di Edward. Quindi John intercetta Numi, dopo aver messo fuori gioco il fratello di Mikham e uno dei fratelli Barros (entrambi intenzionati a impadronirsi dei soldi), e le chiede di consegnargli la borsa, ma scopre che è vuota, infatti la ragazza l'aveva rubata solo per usarla come sfondo del suo spettacolo di marionette e ha lasciato i soldi alla stazione di polizia. John si dirige di corsa alla polizia per recuperare il denaro, ma scopre che sono stati portati via da Agathe, Nel frattempo Edward viene rapito da un gruppo di uomini.

John rintraccia Agathe alla stazione dei treni e la donna gli dice che se lui la lascerà andare coi soldi, lei smetterà di dargli la caccia. John inizialmente la lascia andare, ma riceve una telefonata da Tom, che gli comunica che il fratello è stato rapito e che i rapitori hanno chiesto i soldi come riscatto, John e Agathe si fissano per alcuni secondi e, prima che John decida cosa fare, l'episodio si chiude.